# چو هیو-چول
چو هیو-چول (به کره‌ای: 조효철؛ زادهٔ ۱ سپتامبر ۱۹۸۶) کشتی‌گیر فرنگی‌کار تیم ملی کره‌جنوبی است.
از افتخارات وی می‌توان به کسب مدال طلا بازی‌های آسیایی ۲۰۱۸ اشاره کرد.